# Alexandre Manuel da Fonseca Leite

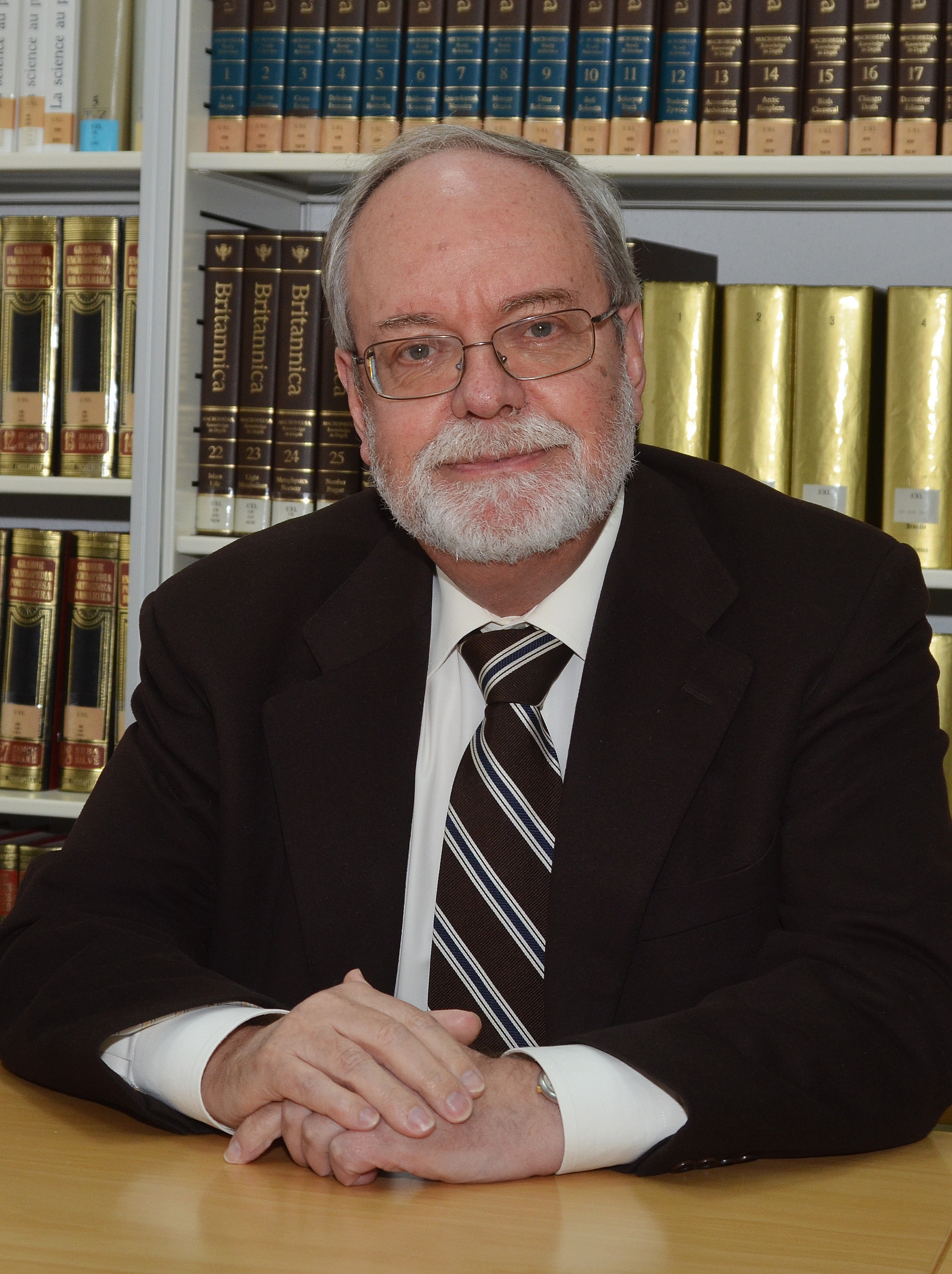
Alexandre Manuel da Fonseca Leite. 2024

Jornalista e professor universitário, com um doutoramento em Sociologia (ISCTE-IUL) e uma pós-graduação em Jornalismo, Alexandre Manuel (Alexandre Manuel da Fonseca Leite, de seu nome completo) nasceu no dia 22 de Novembro de 1943, em Vilar do Torno e Alentém (Lousada), ainda que a sua vida tenha ficado desde muito cedo ligada a Felgueiras.
Além de jornalista, com actividade repartida pela imprensa, rádio e televisão (onde ocupou cargos de chefia e de direcção), de investigador e professor em diferentes instituições de ensino superior e universitário, foi ainda, designadamente, deputado à Assembleia da República (IV e V Legislaturas); consultor de organismos e instituições e director e administrador editorial.
Presidiu à Assembleia Geral do Sindicato dos Jornalistas (1993-1996), foi vice-presidente do Clube de Jornalistas (1992-1996) e Integrou os corpos directivos da AECJ – Associação de Estudos Comunicação e Jornalismo. É curador do News Museum (Museu das Notícias, em Sintra).
É autor ou co-autor de cerca de uma dezena de livros, tendo ainda dirigido importantes obras colectivas, incluindo uma enciclopédia e um dicionário enciclopédico. Detém vários prémios de jornalismo.
No dia 10 de Junho de 2005, foi distinguido pelo Presidente da República, Jorge Sampaio, com a comenda da Ordem do Infante D. Henrique.